# 科库洛
科库洛（義大利語：Cocullo），是意大利阿奎拉省的一个市镇。总面积31.72平方公里，人口264人，人口密度8.3人/平方公里（2009年）。ISTAT代码为066037。